# Tazarotene
Il tazarotene è un retinoide topico venduto come una crema o gel. Questo farmaco è approvato per il trattamento della psoriasi, dell'acne e della pelle danneggiata dal sole. È comunemente venduto in due concentrazioni: 0,05% e 0,1%.
Gli effetti indesiderati comuni includono peggioramento dell'acne, pelle secca, prurito, arrossamento e, in alcuni casi estremi, l'essiccazione e screpolature della pelle. Per la maggior parte dei pazienti questi effetti collaterali sono lievi e diminuiscono notevolmente dopo le prime 2-4 settimane di utilizzo.
Per ottenere i migliori risultati, i dermatologi raccomandano di applicare la crema o il gel una volta al giorno prima di coricarsi dopo aver lavato il viso con un detergente delicato. Inoltre si consiglia di utilizzarlo in combinazione una crema idratante.